# Ercüment Olgundeniz
Ercüment Olgundeniz (ur. 7 lipca 1976 w Izmirze) – turecki lekkoatleta, dyskobol i kulomiot. Wielokrotny uczestnik mistrzostw świata, mistrzostw Europy oraz igrzysk olimpijskich (Ateny, Pekin, Londyn), trzykrotny medalista igrzysk śródziemnomorskich.

## Przebieg kariery
W 1995 roku wystąpił na mistrzostwach Europy juniorów, na których zajął 5. miejsce. W 1998 roku brał udział w seniorskich mistrzostwach Europy, rok później zaś był uczestnikiem światowego czempionatu w Sewilli – w żadnym ze startów nie przebrnął przez eliminacje, przy tym zajmując dalekie miejsca w swej grupie. Na przełomie XX i XXI wieku był regularnym uczestnikiem Pucharu Europy, wielokrotnie zajmował miejsca na podium podczas zawodów drugoligowych (w tym wygrywał w 2000 i 2004 roku).
Na igrzyskach olimpijskich w Atenach odpadł w eliminacjach, w tej fazie zmagań uzyskał wynik 58,17 m plasujący Turka na 14. miejscu w grupie oraz na 26. miejscu wśród wszystkich dyskoboli. W 2005 roku został brązowym medalistą igrzysk śródziemnomorskich. Dwa lata później wywalczył trzecie miejsce w zimowym pucharze Europy w rzutach, poza tym po ośmioletniej przerwie ponownie wystąpił na mistrzostwach globu (odpadł w eliminacjach, zajmując w grupie 15. miejsce). Podczas rozgrywanych w Pekinie igrzysk olimpijskich też odpadł w eliminacjach – w tej fazie rozgrywki uzyskał rezultat 60,83 m plasujący go na 9. miejscu w swej grupie oraz na 20. miejscu spośród wszystkich lekkoatletów zgłoszonych do konkursu.
W 2009 roku otrzymał drugi w karierze, tym razem srebrny, medal igrzysk śródziemnomorskich. W 2011 roku zajął pierwsze miejsce podczas rozgrywanego w Sofii zimowego pucharu Europy w rzutach. Rok później po raz pierwszy awansował do finału seniorskich mistrzostw Europy, ukończył go ostatecznie na 9. miejscu. Na igrzyskach olimpijskich w Londynie uzyskał wynik 60,87 m w eliminacjach i odpadł w tej fazie zmagań, z tym rezultatem zajmując 10. miejsce w swej grupie i 22. miejsce w gronie wszystkich dyskoboli (23. miejsce w dniu zawodów, Turek awansował po dyskwalifikacji Bogdana Piszczalnikowa). Rok po tym olimpijskim starcie wziął udział w drużynowych mistrzostwach Europy, w zawodach Superligi zajął 3. miejsce. Po raz ostatni w zawodach lekkoatletycznych wystąpił podczas klubowych mistrzostw Turcji w lipcu 2017 roku.

## Osiągnięcia
| Rok     | Zawody                                   | Miasto           | Miejsce | Konkurencja  | Wynik |
| ------- | ---------------------------------------- | ---------------- | ------- | ------------ | ----- |
| 1995    | Mistrzostwa Europy juniorów              | Nyíregyháza      | 5.      | rzut dyskiem | 50,98 |
| 1996    | Puchar Europy (I liga)                   | Lizbona          | 4.      | rzut dyskiem | 57,00 |
| 1997    | Młodzieżowe mistrzostwa Europy           | Turku            | 13. H   | rzut dyskiem | 51,80 |
| 1998    | Puchar Europy (II liga)                  | Belgrad          | brąz    | rzut dyskiem | 55,36 |
| 1998    | Mistrzostwa Europy                       | Budapeszt        | 14. H   | rzut dyskiem | 53,23 |
| 1999    | Mistrzostwa świata                       | Sewilla          | 18. H   | rzut dyskiem | 53,01 |
| 2000    | Puchar Europy (II liga)                  | Bańska Bystrzyca | złoto   | rzut dyskiem | 57,23 |
| 2001    | Puchar Europy (II liga)                  | Ryga             | brąz    | rzut dyskiem | 56,39 |
| 2001    | Igrzyska śródziemnomorskie               | Tunis            | 6.      | rzut dyskiem | 59,63 |
| 2003    | Puchar Europy (II liga)                  | Stambuł          | brąz    | rzut dyskiem | 57,03 |
| 2004    | Puchar Europy (II liga)                  | Nowy Sad         | złoto   | rzut dyskiem | 59,60 |
| 2004    | Igrzyska olimpijskie                     | Ateny            | 14. H   | rzut dyskiem | 58,17 |
| 2005    | Puchar Europy (II liga)                  | Stambuł          | srebro  | rzut dyskiem | 60,12 |
| 2005    | Igrzyska śródziemnomorskie               | Almeria          | brąz    | rzut dyskiem | 59,16 |
| 2006    | Puchar Europy (I liga)                   | Saloniki         | DSQ     | rzut dyskiem | N/A   |
| 2007    | Zimowy Puchar Europy w rzutach           | Jałta            | brąz    | rzut dyskiem | 64,34 |
| 2007    | Puchar Europy (I liga)                   | Zenica           | srebro  | rzut dyskiem | 55,92 |
| 2007    | Mistrzostwa świata                       | Osaka            | 15. H   | rzut dyskiem | 54,89 |
| 2008    | Puchar Europy (I liga)                   | Stambuł          | 4.      | rzut dyskiem | 60,86 |
| 2008    | Igrzyska olimpijskie                     | Pekin            | 9. H    | rzut dyskiem | 60,83 |
| 2009    | Drużynowe mistrzostwa Europy (I liga)    | Bergen           | 9.      | rzut dyskiem | 53,81 |
| 2009    | Igrzyska śródziemnomorskie               | Pescara          | srebro  | rzut dyskiem | 63,48 |
| 2009    | Mistrzostwa świata                       | Berlin           | 15. H   | rzut dyskiem | 57,52 |
| 2010    | Drużynowe mistrzostwa Europy (I liga)    | Budapeszt        | 7.      | rzut dyskiem | 57,61 |
| 2011    | Zimowy Puchar Europy w rzutach           | Sofia            | złoto   | rzut dyskiem | 63,31 |
| 2011    | Drużynowe mistrzostwa Europy (I liga)    | Izmir            | brąz    | rzut dyskiem | 61,98 |
| 2011    | Mistrzostwa świata                       | Daegu            | 13. H   | rzut dyskiem | 60,86 |
| 2012    | Zimowy Puchar Europy w rzutach           | Bar              | srebro  | rzut dyskiem | 63,59 |
| 2012    | Mistrzostwa Europy                       | Helsinki         | 9.      | rzut dyskiem | 60,92 |
| 2012    | Igrzyska olimpijskie                     | Londyn           | 10. H   | rzut dyskiem | 60,87 |
| 2013    | Drużynowe mistrzostwa Europy (Superliga) | Gateshead        | brąz    | rzut dyskiem | 61,32 |
| 2013    | Igrzyska śródziemnomorskie               | Mersin           | srebro  | rzut dyskiem | 61,46 |
| 2013    | Mistrzostwa świata                       | Moskwa           | 8. H    | rzut dyskiem | 60,81 |
| 2013    | Igrzyska solidarności islamskiej         | Palembang        | 4.      | rzut dyskiem | 58,77 |
| 2015    | Drużynowe mistrzostwa Europy (I liga)    | Heraklion        | 5.      | rzut dyskiem | 58,58 |
| 2016    | Mistrzostwa Europy                       | Amsterdam        | NM H    | rzut dyskiem | N/A   |
| Źródło: |                                          |                  |         |              |       |

W swej karierze zdobył czternaście tytułów mistrza kraju, w latach 1996-2015. Dwa z nich wywalczył w pchnięciu kulą, przy czym jeden taki tytuł otrzymał podczas halowego czempionatu.

## Rekordy życiowe
- pchnięcie kulą – 18,60 (6 czerwca 2009, Izmir)
- rzut dyskiem – 67,50 (27 maja 2012, Vila Real de Santo António)

Halowe
- pchnięcie kulą – 18,37 (7 stycznia 2012, Izmir)

Źródło: 